# Наука і техніка (журнал, Харків)
«Наука і техніка» — щомісячний науково-популярний ілюстрований журнал широкого профілю. Заснований в 2006 році в Україні. З 2007 року виходить також у Росії.

## Історія
Ідея появи журналу була навіяна традицією радянських науково-популярних видань, які користувалися любов'ю читачів всіх поколінь. Це і «Техника – молодежи», і «Знание — сила», «Наука и жизнь», «Техніка і наука». У той час в Україні подібних широкопрофільних журналів не видавалося, існували лише дрібні галузеві видання.
Видання журналу засноване в травні 2006 року. Перший номер вийшов тиражем 2500 прим, обсяг — 64 стор. З 2007 року журнал виходить раз на місяць. Також з 2007 року журнал виходить і на території Росії.
У 2007—2009 журнал видавався за підтримки ХАІ і Харківської міськради.
У 2010 році з'явилася друга редакція журналу вже в Бєлгороді (308019, м. Бєлгород, 1-й Шагаровскій пров., 5).
Тираж журналу:
- 2006 — 2500, потім 5000 екз.
- 2007 — 5000, потім 10000 екз.
- 2008 — 10 000, 12 000, 15 000 екз. загальний тираж.
- 2010 — 12 000 український тираж, 5000 російський.
- 2011 — 18 000 український тираж, 12 000 російський.
- 2012 — 18 000 український тираж, 12 000 на початку року, 22 000 в кінці року російський;
- 2013 — 18 000 український тираж, 22 000 російський;
- 2014 — 10 000 український тираж, 22 000 російський;
- 2015 — 5000 український тираж, 10 000 російський;

У 2008 році редакція журналу випустила повторним тиражем журнали за 2006 рік, оскільки старі номери користуються попитом через редакційну розсилку. Єдина відміна повторного тиражу — кольорові вкладки відтворені чорно-білими.
У 2015 році змінився склад редакторів видання. З червня 2015 року посаду головного редактора журналу «Наука і техніка» займає Беспалова Наталія Юріївна.

## Пов'язані проекти
З 2008 року один раз на два місяці, а з 2010 — раз на місяць виходить додаток — журнал «Очевидне і неймовірне». З 2012 року додаток більше не виходить.

## Рубрики журналу
| - Авіаційний каталог - Військова авіація - Корабельний каталог - Бронетехніка - Ракетно-космічна техніка - Астрономія, астрофізика та космонавтика | - Фізика і математика - Хімія та біологія - Містобудування та архітектура - Історія та археологія - Геральдика та нумізматика | - Стрілецька зброя - Холодна зброя - Геологія, географія і геофізика - Комп'ютери, кібернетика, і Інтернет - Енергетика - Природні явища | - Артилерія, міномети, метальні машини - Громадянське кораблебудування - У світі цікавого - Автомототехніка - Сільгосптехніка |

Значний обсяг публікацій в журналі займає військово-технічна тематика. Постійними рубриками в журналі є авіаційний і корабельний каталоги, а також бронекаталог.
За 2008—2010 рік брав участь у виставках в Москві, Санкт-Петербурзі, Геленджику, Києві, Харкові та інших містах: Московський авіакосмічний салон «МАКС», міжнародний військово-морський салон «IMDS», «Інтеравто», «Гідроавіасалон», міжнародний авіакосмічний салон «Авіасвіт», «Машинобудування», «Интерполитех», вертолітний салон «Helirussia», міжнародний салон озброєнь і військової техніки «МВСВ», «Зброя та безпека», міжнародний фестиваль «Світ книги», і багатьох інших.